# Dohrniphora rachelae
Dohrniphora rachelae är en tvåvingeart som beskrevs av Ronald Henry Lambert Disney 1983. Dohrniphora rachelae ingår i släktet Dohrniphora och familjen puckelflugor.
Artens utbredningsområde är Panama. Inga underarter finns listade i Catalogue of Life.